# Quatre Mers
Cet article possède des paronymes, voir Quatremer et Quatremère.
Les Quatre Mers (chinois : 四海 ; pinyin : Sìhǎi) sont quatre étendues d'eau, qui sont associées de manière métaphorique aux limites de la Chine historique ; chacune de ces mers représentant un des quatre points cardinaux.
Ces quatre mers sont respectivement:
- le lac Qinghai, qui est la Mer de l'Ouest[1]
- la mer de Chine orientale, qui est la Mer de l'Est[1]
- le lac Baïkal, qui est la Mer du Nord[1]
- la mer de Chine méridionale, qui est la Mer du Sud[1]

Au début, les mers de l'ouest et du nord étaient purement symboliques, jusqu’à ce que les Chinois découvrent ces deux lacs durant la dynastie Han, à la suite des guerres menées contre les Xiongnu. Les terres "entre les quatre mers ", est une expression littéraire servant à désigner la Chine, qui est utilisée dans la littérature et la poésie chinoise.

## Historique

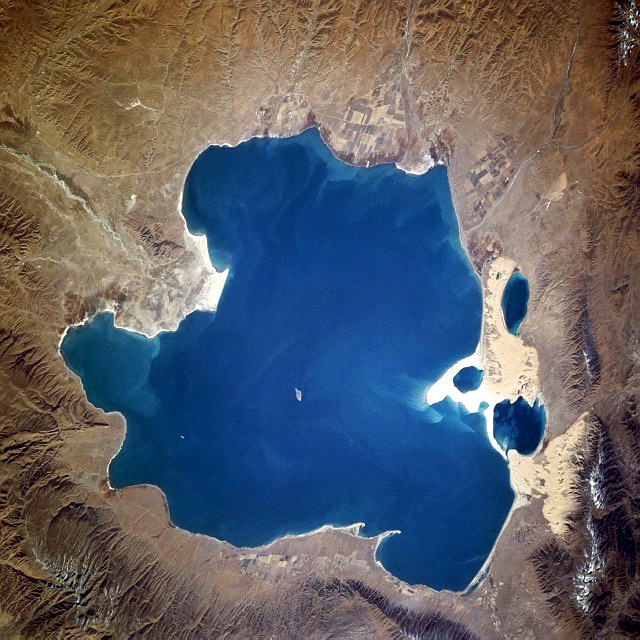
Le lac Qinghai ou "Mer de l'Ouest"

À l'origine, l'expression « Les quatre mers » est une métaphore pour désigner les frontières de la Chine d'avant la dynastie Han. Durant cette période, seulement deux des quatre mers sont liées à des emplacements réels; à savoir la Mer de l'Est, qui est assimilée à la mer de Chine Orientale, et la mer du Sud, qui est assimilée à la mer de Chine méridionale.
Ce n'est que sous la dynastie Han que les guerres avec les Xiongnu amènent les Chinois à se déplacer assez loin vers le nord pour découvrir le lac Baïkal. Les chroniqueurs accompagnant l'expédition militaire qui arrive sur les rives du lac le décrivent comme étant une "mer immense" (Hanhai) et l’assimilent à la mythique Mer du Nord. C'est de la même manière que d'autres expéditions militaires découvrent le lac Qinghai, qui est assimilé à la Mer de l'Ouest, ainsi que les lacs Lob Nor et Bosten. L'expansion vers l'ouest de la dynastie Han continue après ces découvertes et le territoire chinois s'étend au-delà du lac Qinghai pour atteindre le lac Balkhach. Ce nouveau lac devient la frontière la plus occidentale de l'Empire et la nouvelle mer de l'Ouest des Han. Par la suite, des expéditions sont envoyées explorer le golfe Persique, mais sans aller plus loin. L'expansion militaire de la dynastie s’achève en 36 av. j.-c. après la bataille de Zhizhi.

## Les quatre mers dans la culture populaire
Les écrivains et artistes chinois ont souvent fait allusion aux "Quatre Mers" dans leurs différentes œuvres. Ainsi, Jia Yi, dans son essai "Les fautes de Qin", résume l'effondrement de la dynastie Qin de la manière suivante: si l'État de Qin a réussi à "tout prendre entre les Quatre Mers et à tout avaler dans les Huit Directions ", son souverain "manquait d'humanité et de droiture, car conserver le pouvoir diffère fondamentalement de s'emparer du pouvoir." Cette métaphore est également utilisée dans l'adage chinois "Nous sommes tous frères des Quatre Mers ", qui est utilisé pour désigner l'ensemble du peuple chinois. On retrouve ce proverbe et cette volonté de fraternité inter-chinoise dans les paroles d'une chanson folklorique très populaire sous la dynastie Han, qui explique que "Entre les Quatre Mers, nous sommes tous frères, et nul ne peut être traité comme un étranger!"